# Poa timoleontis
Poa timoleontis là một loài thực vật có hoa trong họ Hòa thảo. Loài này được Heldr. ex Boiss. miêu tả khoa học đầu tiên năm 1884.